# Maria Sturm
Maria Sturm po mężu Haas (ur. 30 stycznia 1935 w Norymberdze, zm. 10 lutego 2019 tamże) – niemiecka lekkoatletka, wieloboistka, medalistka mistrzostw Europy z 1954. W czasie swojej kariery reprezentowała Republikę Federalną Niemiec.
Zdobyła brązowy medal w pięcioboju na mistrzostwach Europy w 1954 w Bernie, za Aleksandrą Czudiną ze Związku Radzieckiego i swą koleżanką z reprezentacji Marią Sander, a przed trzecią Niemką Leną Stumpf.
Była mistrzynią RFN w pięcioboju w 1955 i 1956 oraz brązową medalistką w 1965. W skoku w dal zdobyła brązowy medal w 1955. W hali była mistrzynią RFN w skoku wzwyż w 1954 i 1955 oraz wicemistrzynią w 1956, a w skoku w dal była mistrzynią w 1956 i wicemistrzynią w 1955. Zdobyła również brązowy medal w biegu na 60 metrów przez płotki w 1956.
Rekordy życiowe Sturm:
| Konkurencja | Data i miejsce                  | Wynik    |
| ----------- | ------------------------------- | -------- |
| skok w dal  | 3 lipca 1955, Rosenheim         | 5,98 m   |
| pięciobój   | 2 października 1965, Norymberga | 4579 pkt |

Maria Sturm wyszła za mąż w 1956 za Karla-Friedricha Haasa, który także był lekkoatletą, dwukrotnym medalistą olimpijskim i również dwukrotnym medalistą mistrzostw Europy. Ich syn Christian Haas był sprinterem, brązowym medalistą w sztafecie 4 × 100 m na mistrzostwach Europy w 1982 w Atenach i dwukrotnym olimpijczykiem.